# Sam Messam
Samuel Messam (Auckland, 2 de março de 1986) é um futebolista profissional neozelandês que atua como atacante.

## Carreira
Sam Messam fez parte do elenco da Seleção Neozelandesa de Futebol nas Olimpíadas de 2008.